# Медиа3
ЗАО «Медиа3» — российская медиакомпания, одна из крупнейших в стране. Штаб-квартира компании расположена в Москве.
Основана в 2007 году для управления медиаактивами группы «ПромСвязьКапитал».

## Собственники и руководство
Собственники компании — братья Алексей Ананьев (председатель совета директоров компании) и Дмитрий Ананьев. Генеральный директор — Максим Мельников.

## Деятельность
Группе принадлежит крупнейшая типография Москвы — издательский комплекс в подмосковном Красногорске, розничная сеть по продаже печатных изданий, насчитывающей около 2600 точек продаж в 14 регионах России и ряд интернет-порталов.
Консолидированная выручка за 2007 год — более 11,9 млрд руб., чистая прибыль — 708 млн руб., EBITDA — 1,6 млрд руб.
К августу 2014 года группа «Промсвязькапитал» продала или закрыла все газеты, которыми владела. «Труд» в 2012 году выкупила структура Сергея Цоя, «Экстра-М» в 2013 году была закрыта, «Аргументы и факты» в марте 2014 года проданы Правительству Москвы. При этом «Промсвязькапитал» сохранил типографию, дистрибуцию и интернет-подразделение. Управляющая компания «Медиа3» фактически ликвидирована:

Де-юре холдинг «Медиа 3» существует, де-факто он ликвидирован, у каждого предприятия — свой менеджмент и свой совет директоров, при этом «Промсвязькапитал» владеет контрольными долями в оставшихся активах.
— бывший гендиректор «Медиа 3» Максим Мельников в интервью РБК

### Интернет-проекты
| Название      | Описание                                                              | Год запуска |
| ------------- | --------------------------------------------------------------------- | ----------- |
| Homepage.ru   | Интернет-проект о жизни в Москве                                      | 2008        |
| GdeToMesto.Ru | Интернет-справочник компаний и организаций России, СНГ и стран Балтии | 2011        |